# Sabão

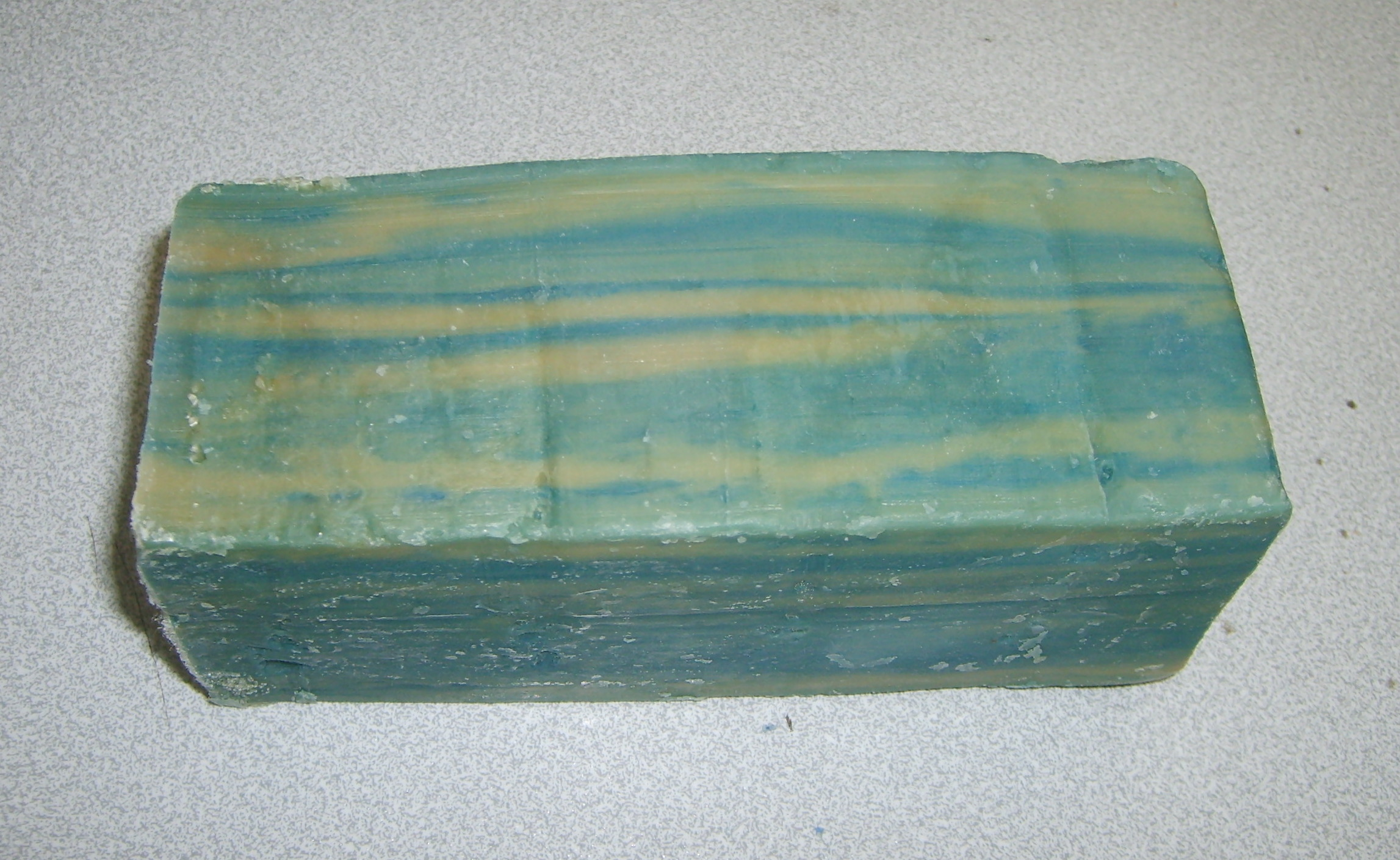
Sabão Azul e Branco de Portugal

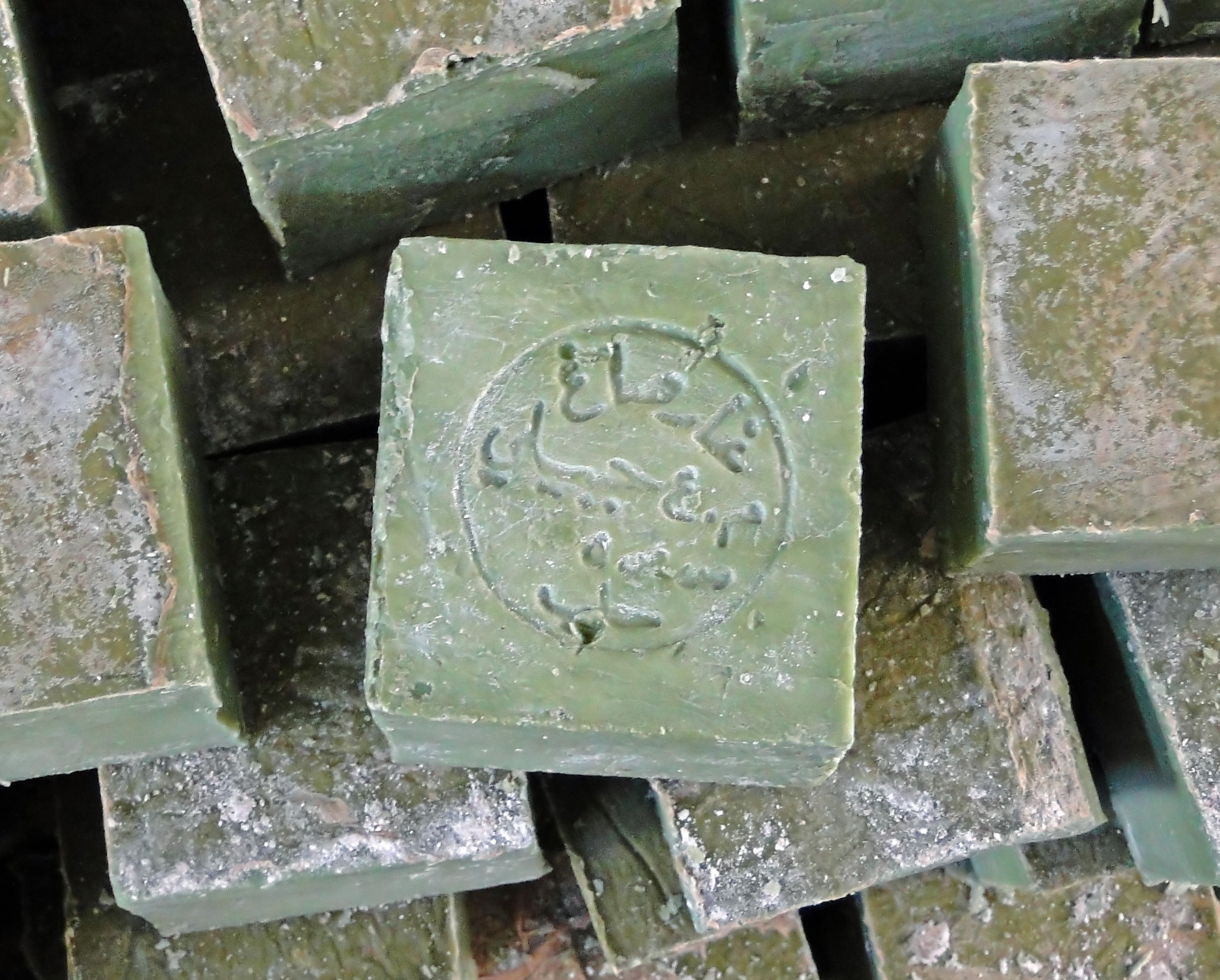
O sabão de Alepo, um sabonete artesanal ainda hoje e feito com azeite e óleo de folhas de louro

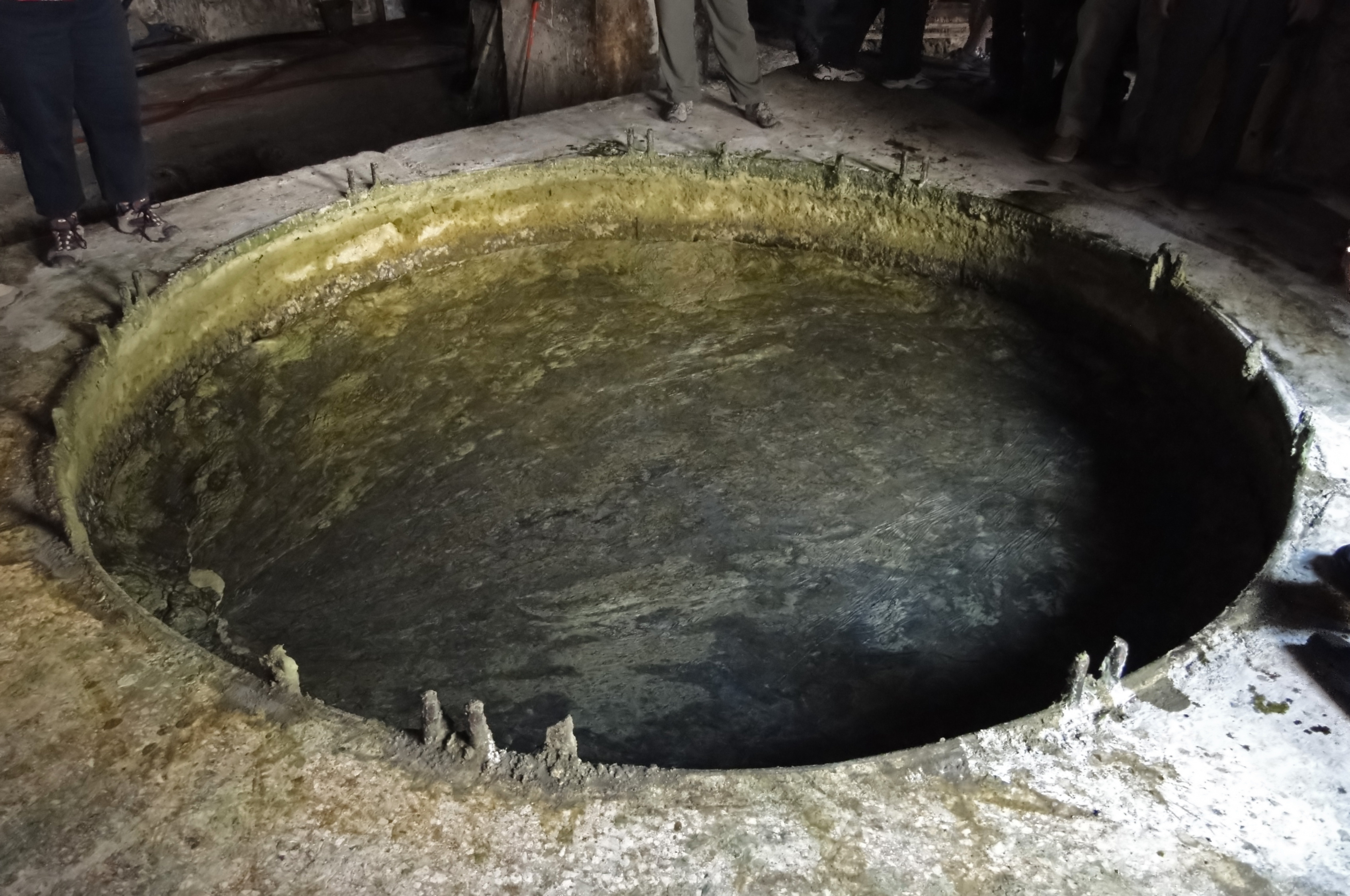
A preparação da pasta de sabão numa cuba

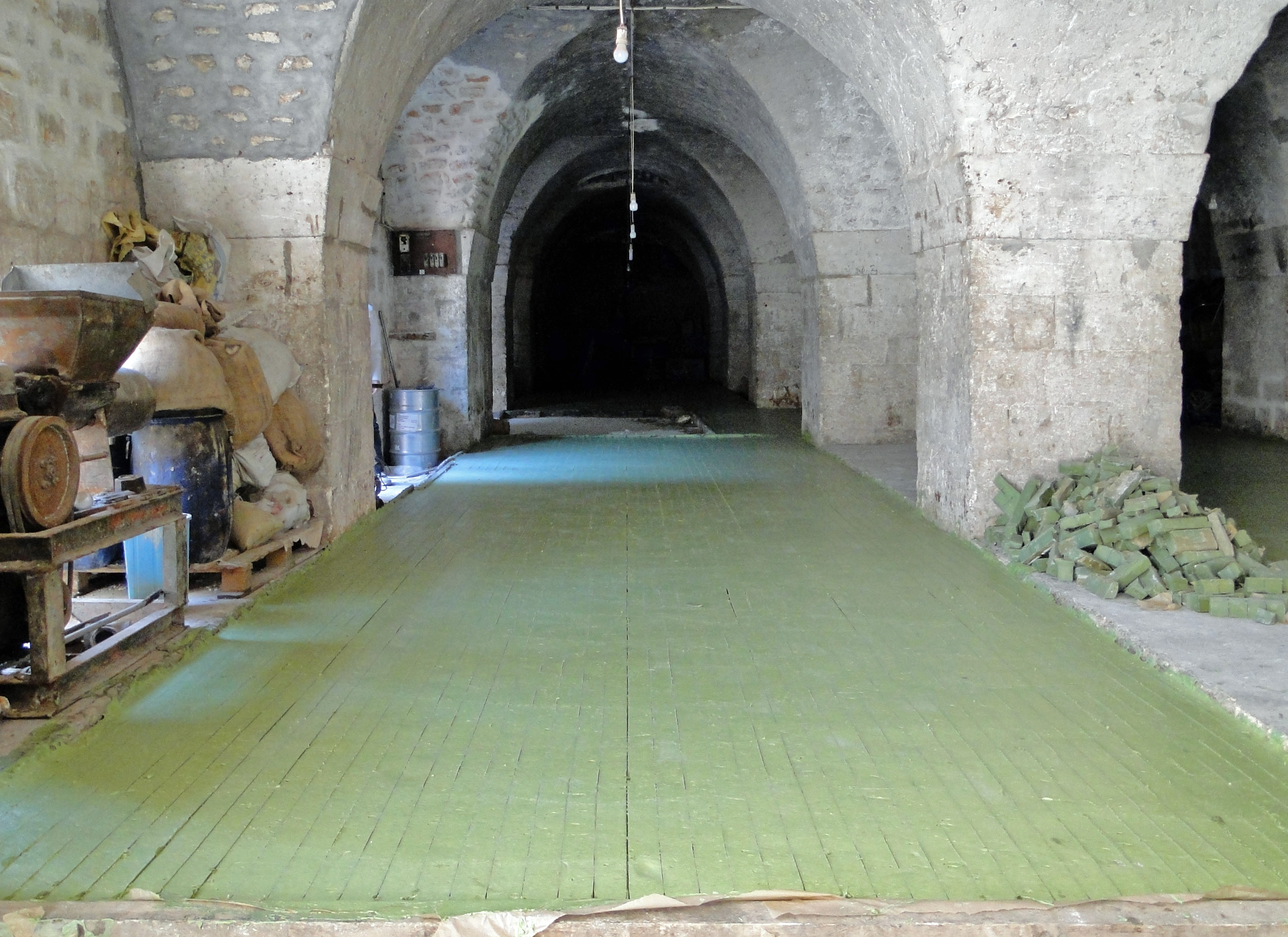
Sabão arrefecendo

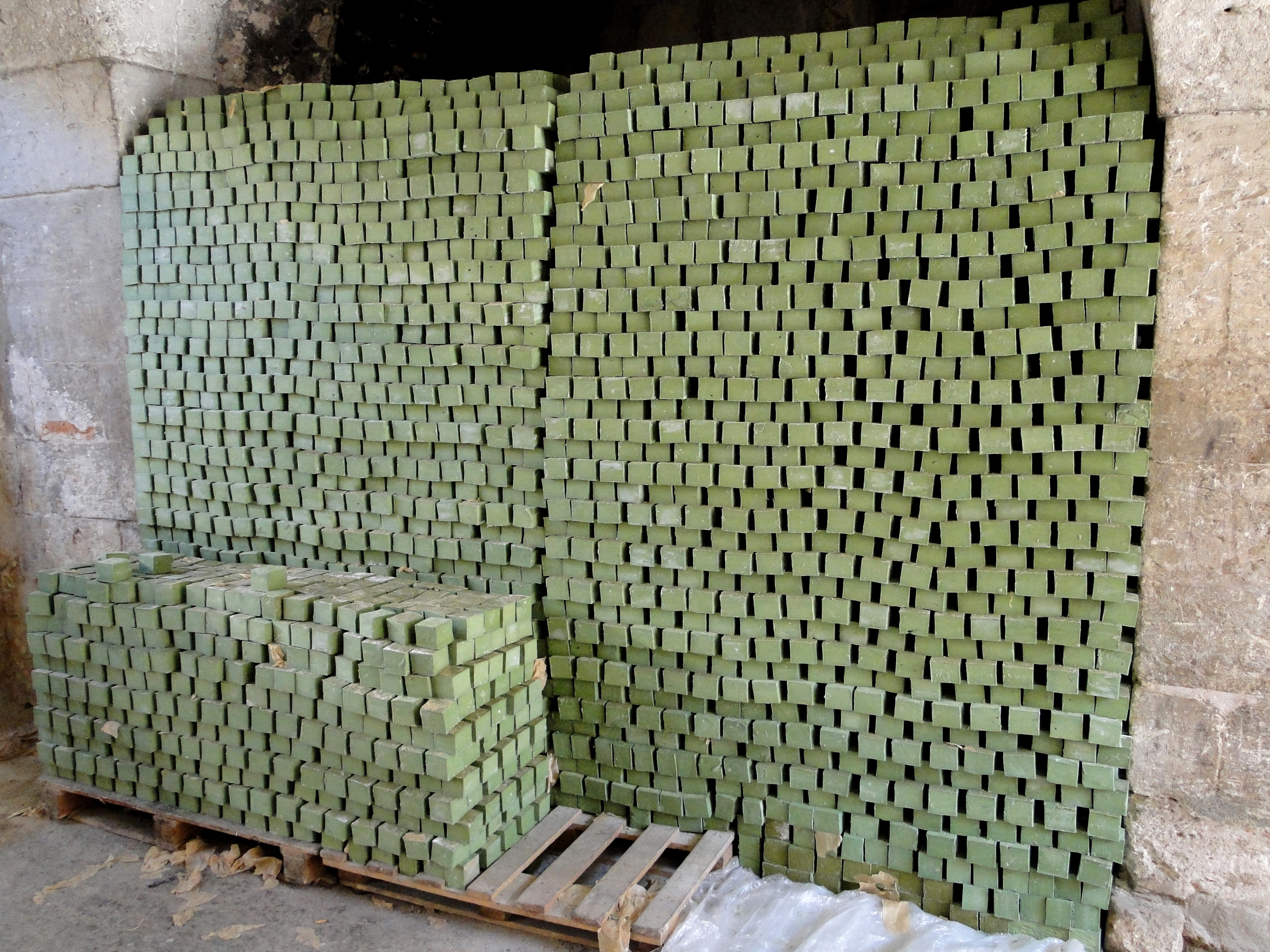
Sabonetes empilhados para a secagem

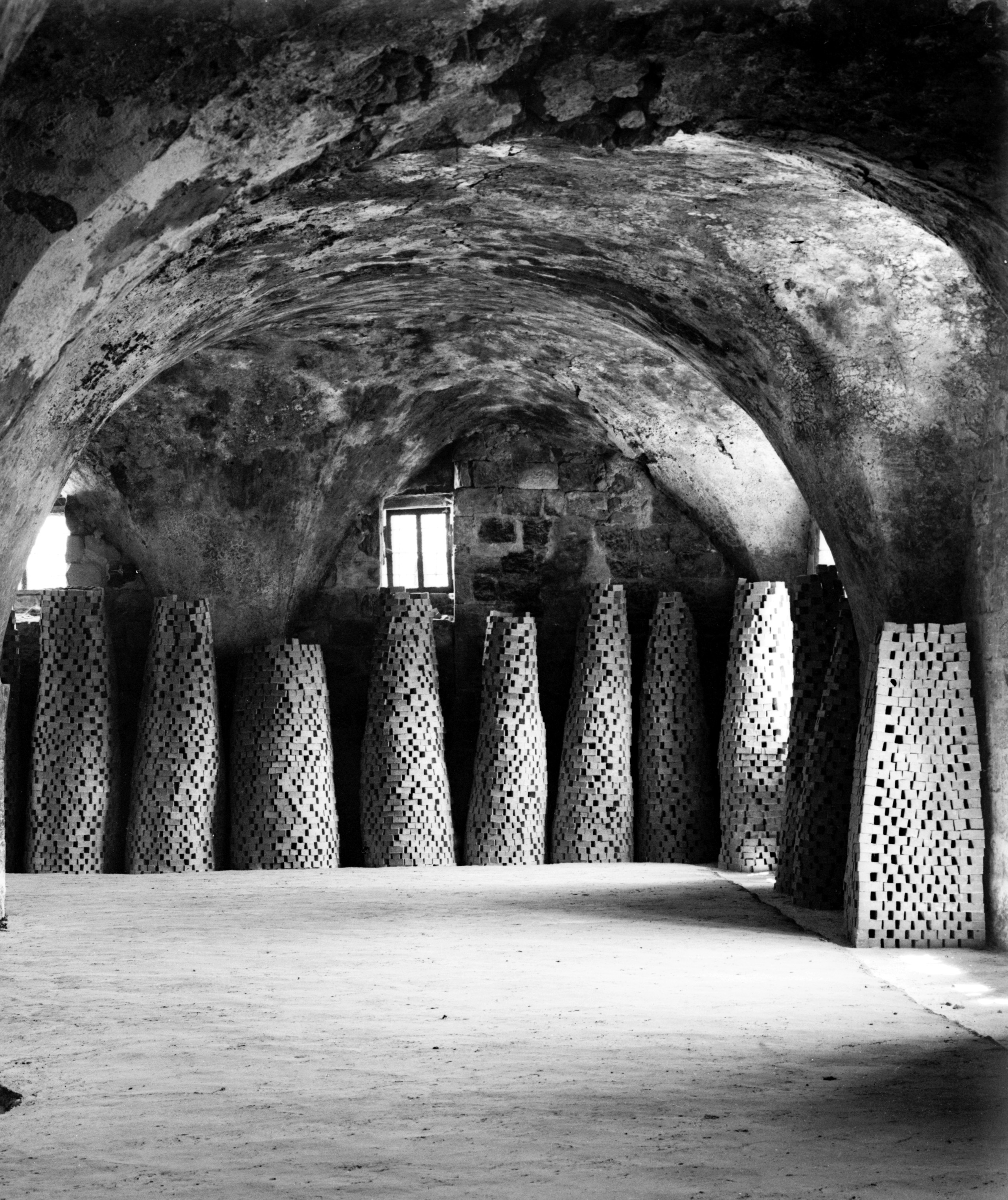
Sabão de Nablus na Cisjordânia, foto tomada entre 1900–1920 pela colônia americana, em Jerusalém

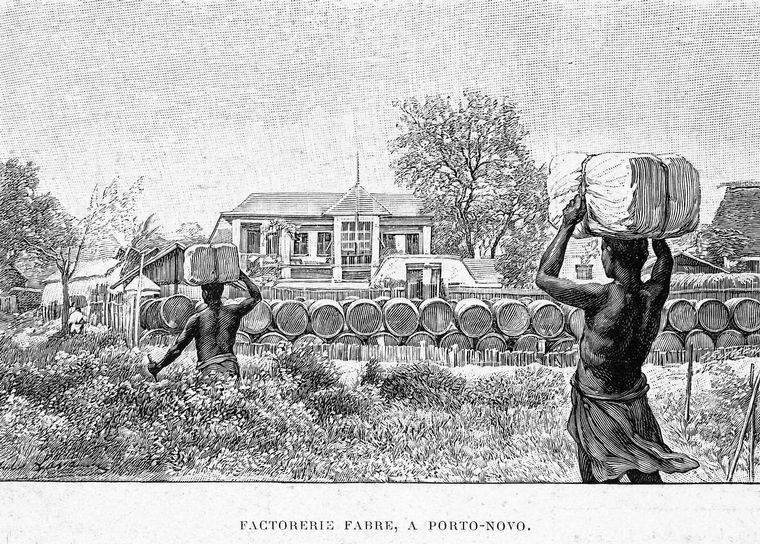
Manufactura Fabre a Porto-Novo, Reino do Daomé, 1895)

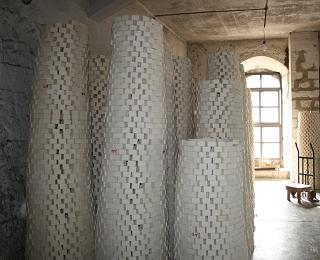
Sabonetes empilhados na manufacturas Touqan, Nablus em 2008

O sabão é um produto tensoativo usado em conjunto com água para lavar e limpar. Sua apresentação é variada, desde barras sólidas até líquidos viscosos, e também pó. Difere do sabonete quanto à destinação de uso: o sabão é destinado a necessidades de limpeza mais intensas, enquanto o sabonete é um sabão nobre visando evitar danos à pele, com menor poder de limpeza.
A reação química que produz o sabão é conhecida como saponificação: a gordura e as bases são hidrolisadas em água; os gliceróis livres ligam-se com grupos livres de hidroxila para formar glicerina, e os iões livres de sódio ligam-se com ácidos graxos para formar o sabão. O sabão tem mais álcalis livres em sua composição do que os sabonetes, consequência de levar mais soda cáustica/barrilha/bicarbonato do que gordura no processo de fabricação.
O sabão em pó foi produzido pela primeira vez em 1946, como forma de facilitar a lavagem de roupas, que até então, era feita com sabão em barra. A princípio, não deu certo, devido às interações químicas entre o sabão e os íons da água dura. A média anual de consumo de sabão em pó, per capita, é de: 3,65 kg no Brasil; 4,26 kg na América Latina como um todo; 5,47 kg nos Estados Unidos; e 8,4 kg na Europa como um todo.
Apesar do nome, o mais correto é chamá-lo de detergente em pó, e não de sabão em pó, devido à composição química diferente: detergentes e sabões funcionam da mesma forma, mas sabões são sais de ácidos carboxílicos, enquanto detergentes não o são. Isto deve-se à origem de cada um: os sabões são produzidos a partir de óleos e gorduras vegetais ou animais, enquanto os detergentes são derivados do petróleo. Os detergentes têm poder de limpeza maior, mas agridem mais a pele, dado que retiram inclusive a gordura das mãos de quem o utiliza.

## Etimologia
A palavra portuguesa "sabão" provém do latim sapo ("sabão"). O termo latino, por sua vez, tem origem no germânico *saipo-. O latim sapo é cognato com a forma latina sebum, "sebo".

## Produção
A produção de 1 tonelada de sabão requer entre 1.500 e 1.850 kg de óleos vegetais e/ou animais, 1.000 kg de cloreto de sódio, e consome de 9 a 54 GJ, a depender do tipo de matéria-prima que se use na produção. Para efeito comparativo, a produção de 1 tonelada de LAS consome: 841 kg de óleo não refinado, 100 kg de enxofre, e 99 kg de cloreto de sódio, com consumo de 61 GJ de energia. Tanto a produção de LAS, quanto a de sabão, tem suas vantagens e desvantagens, um em relação ao outro.

## História

### Primórdios
A produção de sabão é uma das reações mais antigas. Não se sabe quem a inventou mas acredita-se que esta foi descoberta por acidente quando, ao ferverem gordura animal contaminada com cinzas, uma espécie de "coalho" branco flutua sobre a mistura. Os vestígios mais antigos da produção de materiais semelhantes ao sabão datam de cerca de 2800 a.C., numa escavação na Babilônia, onde foi descoberto um cilindro de argila que trazia a descrição de um produto elaborado com gordura animal fervida com cinzas que se transformava numa pasta que era usada como creme para pentear os cabelos. Conhece-se uma tábua de argila datada de 2200 a.C. na qual foi escrita uma fórmula de sabão contendo água, álcali e óleo de canela-da-china (Cinnamomum aromaticum). O Papiro de Ebers (Egito, 1550 a.C.) indica que os antigos egípcios se banhavam regularmente e combinavam óleos animais e vegetais com sais alcalinos para criar uma substância semelhante ao sabão. Os documentos egípcios mencionam o uso de uma substância saponácea na preparação da lã para a tecelagem.

### Roma Antiga
Já os antigos egípcios e romanos, que em geral ignoravam as propriedades detergentes do sabão, quando queriam limpar-se espalhavam azeite de oliva na pele, depois misturado com cinzas e minerais e por fim raspados com uma lâmina de metal chamada estrígil do corpo. 
A palavra "sabão" (sapo, em latim) aparece pela primeira vez na Naturalis Historia, de Plínio, o Velho (23–79 d.C.), este discute a produção de sabão duro e do mole partir de sebo e cinzas de plantas, mas o único uso que regista para o produto é numa pomada para o cabelo; em tom de desaprovação, menciona que entre os gauleses e germanos os homens costumavam utilizá-lo mais do que as mulheres. O óleo (“azeite”) de oliva, como todos os óleos e gorduras, é transformado em sabão quando adicionado misturado com cinza de salicornia ou soda cáustica. Ao longo dos séculos o processo de fabricação de sabão a partir de azeite foi sendo melhorado. A partir do século XIII, o sabão era recomendado pelos médicos, como benéfico para a pele. Desta forma, a sua utilização no banho generalizou-se.
O ancestral de todos os sabões históricos é o sabão de Alepo feito com azeite e óleo de bagas de louro. Com os mouros a sabedoria do fabrico de sabão espalha-se na Península Ibérica. Na falta do óleo de bagas de louro o sabão era feito 100% de azeite. Depois da Conquista cristã no século XIII o sabão de azeite historicamente foi chamado "sabão de Castilha", Castela, Castilla ou Castile. O sabão produzido nestes centros tinha uma qualidade superior à dos sabões produzidos exclusivamente a partir de gordura animal (principalmente sebo, mas também óleo de peixe) conferida a matéria prima o azeite. Os povos do Norte da Europa não tinham acesso a este óleo vegetal.

### Era moderna
As primeiras saboarias na Europa criam-se a partir do século X, na Península Ibérica e Itália (Nápoles, Savona, Génova, Bolonha, Veneza), e posteriormente, em meados do século X, em Marselha. Várias grandes manufacturas de sabão foram estabelecidas em Marselha, em Génova e em Lisboa. Em Portugal durante séculos vigorou o monopólio senhorial sobre a produção de sabão. Assim impedia-se o estabelecimento de centros produtores e o senhor feudal (monopolista) recebia os rendimentos e haveria a certeza de que pagava a renda estabelecida. A prática monopolista neste sector já é adoptada no reinado de D. Fernando (1367–1383). O Infante D. Henrique vai ser titular de várias saboarias do Reino de Portugal e da Madeira. As sanções para os que fabricassem ou vendessem sabão eram várias; mas, também, as restrições a estes monopólios relacionavam-se com direitos que a Coroa mantinha. O monopólio geral das saboarias pertenceu a D. Manuel (1495–1521). Desde o século XV, pelo menos, que o povo se manifestou contra este monopólio que até impedia o fabrico caseiro para uso doméstico. A importância das saboarias na indústria dos lanifícios e por isso a existência do monopólio do fabrico e do comércio do sabão dentro da cidade da Covilhã.
Em 1766, com as reformas políticas levadas a cabo no reinado de D. José I, a coroa incorpora no seu património todas as saboarias. O conde de Castelo Melhor, detentor do monopólio é compensado com o título de marquês e importantes bens fundiários. Aproveitando a abundância das matérias-primas necessárias para a produção do sabão, a zona do Alto Alentejo,  e particularmente a zona de Castelo Branco e concelhos limítrofes, tiveram desde a segunda metade do século XVI, decisiva importância na indústria saboeira nacional, quando a Real Fábrica de Sabão, situada em Belver no concelho do Gavião, foi instituída. Criou-se, a partir daí, uma indústria saboeira com expressão nacional. O monopólio do fabrico e venda de sabões só terminou em 1858. Com o encerramento da fábrica, muitos dos saboeiros da saboaria real aproveitaram o saber-fazer adquirido e criaram as suas próprias indústrias artesanais. Eram as chamadas Casas de Sabão Mole, pequenas produções familiares, que iam passando de geração em geração, aí que a produção de sabão assumiu uma inegável importância económica e social nesta vila e em toda a região. A alcunha dos habitantes de Belver perdura até hoje — Os Saboeiros. A distribuição nacional do produto era feita por almocreves, acondicionado em sacas de sarja e serapilheira, e transportado para fora do concelho em burros até ao rio Tejo. O produto seguia depois para a capital e outras cidades do país em barcadas, uma prática que perdurou até à primeira metade do século XX.
Em 1791 o químico francês Nicolas Leblanc (1742–1806) registrou a patente do método de produção da barrilha (carbonato de sódio) a partir da salmoura, permitindo grande oferta de um alcalino de baixo custo para a fabricação de sabão. Em 1792, em Marselha a qualidade e pureza a do sabão foi estabilizada utilizando este processo químico. O governo da França emitiu o decreto savon de Marseille, ordenando que todo sabão deveria obedecer a este processo de fabricação. Só sabões feitos desta maneira obteriam uma certificação. As manufacturas de sabão de Marselha utilizavam azeite da Provença, mas devido à desastrosas colheitas de azeitona na França no final do século XVII, os comerciantes franceses chegaram a Creta, que estava ocupada pelo Império Otomano. Durante o século XVIII, a quantidade de azeite exportado a partir de Creta quase duplicou. Uma grande parte da indústria de sabão, dependia do azeite de Creta. E ao mesmo tempo a indústria de sabão se tornou important em Creta, Mitilene e Volos para a exportação.
Michel Eugène Chevreul (1786–1889) descobriu a composição química das gorduras em experiências realizadas entre 1813 e 1823 e o químico belga Ernest Solvay (1838–1922) criou o processo de obtenção da soda caustica a partir da amoníaco. Todos estes acontecimentos colaboraram com o desenvolvimento da indústria de sabão.
Na região de Marselha, apenas cinco ‘savonneries’ continuam a produzir, os famosos cubos de 600 gramas são carimbados com a referência « 72% d’huile »: a savonnerie Rampal, Compagnie du savon de Marseille, la savonnerie du Sérail, a savonnerie Marius Fabre et la savonnerie de la Licorne.

### Produção em massa
Até o advento da Revolução Industrial, a produção de sabão mantinha-se em pequena escala. Andrew Pears iniciou a produção de sabão transparente em 1789, em Londres. Com seu neto, Francis Pears, abriu uma fábrica em Isleworth em 1862. William Gossage produzia sabão a partir dos anos 1850. Robert Spear Hudson passou a produzir um tipo de sabão em pó em 1837, socando o sabão com pilão. William Hesketh Lever e seu irmão James compraram uma pequena fábrica de sabão em Warrington (Inglaterra), em 1885, e com o Império Britânico para mercado de consumo, fundando o que ainda é hoje um dos maiores negócios de sabão do mundo, a Unilever. Estes produtores foram os primeiros a empregar campanhas publicitárias em larga escala (propaganda).

## Museus do sabão
Em todo o mundo só existem três museus dedicados ao sabão: um em Belver, um em Barcelona e o outro no Líbano, centrando-se a sua presença na produção local de sabão. O museu do sabão em Sidom, no Líbano, está localizado na Cidade Velha, em Khan al-Saboun, o está alojado na antiga fábrica de sabão datada do século XVII.
O Museu do Sabão em Portugal foi inaugurado em Belver em abril de 2013.